# Helena Hansson
Anna Helena Carolina Westroth Hansson, född Westroth 25 oktober 1961 i Kulltorps församling, är en svensk översättare från engelska och danska. 

## Biografi
Helena Hansson är fil. kand. i nordiska språk, litteraturvetenskap och filosofi. Hon har tidigare tjänstgjort som forskningsassistent vid redaktionen för Svenska Akademiens grammatik men är sedan 1997 verksam som översättare på heltid. Bland författare hon översatt märks Nobelpristagarna i litteratur Toni Morrison (1993) och Abdulrazak Gurnah (2021), ALMA-pristagaren Philip Pullman (2005) samt Rebecca Solnit, Elizabeth Strout, Thomas Korsgaard och Akwaeke Emezi. 
Helena Hansson var ledamot i Kulturrådets arbetsgrupp för litteraturstöd till skönlitteratur 2013 till 2016 och ordförande 2015 till 2016. Mellan 2011 och 2013 var hon styrelseledamot i översättarsektionen av Sveriges författarförbund.

## Översättningar (urval)
- Gappah, Petina; Hansson Helena (2010). Sorgesång för Easterly: [novellsamling] (An Elegy for Easterly). Stockholm: Bonniers Förlag. Libris 11653897. ISBN 978-91-0-012308-6
- Gurnah, Abdulrazak; Hansson Helena (2012). Paradiset (Paradise). Lund: Celanders förlag. Libris 12767257. ISBN 978-91-979413-5-8
- Gurnah, Abdulrazak; Hansson Helena (2015). Den sista gåvan (The last gift). Lund: Celanders förlag. Libris 16517182. ISBN 978-91-873931-5-0
- Solnit, Rebecca; Hansson Helena (2015). Män förklarar saker för mig (Men Explain Things to Me). Göteborg: Bokförlaget Daidalos. Libris 16628157. ISBN 978-91-7173-481-5
- Gay, Roxane; Hansson Helena (2015). Bad Feminist (Bad Feminist). Stockholm: Bonniers Förlag. Libris 17861624. ISBN 9789100152321
- Morrison, Toni; Hansson Helena (2016). Gud hjälpe barnet (God Help the Child). Stockholm: Bokförlaget Forum. Libris 19413844. ISBN 9789137149035
- Gappah, Petina; Hansson Helena (2017). Memorys bok (The Book of Memory). Stockholm: Bonniers förlag. Libris 19738647. ISBN 978-91-0-012309-3
- Chingonyi, Kayo; Hansson Helena (2018). Kumukanda. Rámus. Libris 22613865. ISBN 9789186703868
- Morrison, Toni; Hansson Helena (2020). Recitatif (Recitatif). Stockholm: Novellix. Libris fpnwqlhpc5x485h7. ISBN 9789175892849
- Pullman, Philip; Hansson Helena (2020). Det hemliga riket (The Secret Commonwealth). Stockholm: Natur & Kultur. Libris n0348rkllhqff0lz. ISBN 9789127167025
- Solnit, Rebecca; Hansson Helena (2020). Hågkomster av min icke-existens (Recollections of my non-existence). Göteborg: Bokförlaget Daidalos. Libris drgzfp08bmtljl3q. ISBN 9789171736116
- Emezi, Akwaeke; Hansson Helena (2020). Sötvatten (Freshwater). Stockholm: Bokförlaget Tranan. Libris 5hl93b4n31whxjg8. ISBN 9789189175020
- Morrison, Toni; Hansson Helena (2021). De andra (The origin of others). Stockholm: Bokförlaget Forum. Libris 9p8rfz807xxtrnx7. ISBN 9789137159539
- Gurnah, Abdulrazak; Hansson Helena (2021). Efterliv (Afterlives). Stockholm: Celanders förlag/Albert Bonniers förlag. Libris ds2qbhsdb3l5c9f3. ISBN 9789100197247
- Thorup, Kirsten; Hansson Helena (2022). Intill vanvett, intill döden (Indtil vanvid, intdil døden). Stockholm: Albert Bonniers förlag.
- Korsgaard, Thomas; Hansson Helena (2022). Om någon skulle komma förbi. Weyler. Libris s6f59rtxq6nt21xx. ISBN 9789127174399
- Gurnah, Abdulrazak; Hansson Helena (2023). Vid havet. Stockholm: Celanders förlag/Albert Bonniers förlag. Libris t8q0j6dnr08gp06q. ISBN 9789100197742
- Chingonyi, Kayo; Hansson Helena (2023). En blodsmitta. Rámus. Libris jz01s11sgl2h3qpv. ISBN 9789189105478
- Korsgaard, Thomas; Hansson Helena (2024). En dag kommer vi att skratta åt det. Trilogin om Tue ; 2. Stockholm: Weyler. Libris gzz4dzjtdq1q4m9p. ISBN 9789127181311
- Jeffers, Honorée Fanonne; Hansson Helena (2024). W.E.B. Du Bois kärlekssånger. Stockholm: Modernista. Libris 3lpq27jx1wvt7vpn. ISBN 9789180940726
- Korsgaard, Thomas; Hansson Helena (2024). En dag kommer vi att skratta åt det. Trilogin om Tue ; 2. Stockholm: Weyler. Libris gzz4dzjtdq1q4m9p. ISBN 9789127181311
- Strout, Elizabeth; Hansson Helena (2025). Lucy vid havet. Stockholm: Brombergs. Libris 6r5t7n934qc2j4r1. ISBN 9789178094004
- Gurnah, Abdulrazak; Hansson Helena (2025). Stöld. Stockholm: Albert Bonniers förlag. Libris l5z9fdx3j3zswdv2. ISBN 9789100808488

## Priser och utmärkelser
- 2021 - Finalist till Kulturhuset Stadsteaterns internationella litteraturpris för översättningen av Akwaeke Emezis Sötvatten[1]
- 2021 - Finalist till Sveriges Författarförbunds och Stiftelsen Natur & Kulturs pris Årets översättning för Akwaeke Emezis Sötvatten[2]
- 2021 - Göteborgs Stads Arbetsstipendium för författare[3]
- 2022 - Västra Götalandsregionens arbetsstipendium[4]
- 2022 - Finalist till Kulturhuset Stadsteaterns internationella litteraturpris för översättningen av Kirsten Thorups Intill vanvett, intill döden[5]
- 2022 - Stenastiftelsens kulturstipendium[6]
- 2023 - Finalist till Sveriges Författarförbunds och Stiftelsen Natur & Kulturs pris Årets översättning för Thomas Korsgaards Om någon skulle komma förbi[7]